# Tilia paucicostata
Tilia paucicostata Maxim. – gatunek drzewa z rodziny ślazowatych. Występuje naturalnie w Chinach – w prowincjach Gansu, Henan, Hubei, Hunan, Shaanxi, Syczuan oraz Junnan. 

## Morfologia
PokrójZrzucające liście drzewo dorastające do 10–15 m wysokości.
LiścieBlaszka liściowa jest nieco skórzasta i ma kształt od owalnego do owalnie trójkątnego. Mierzy 6–10 cm długości oraz 3–6 cm szerokości, jest piłkowana na brzegu, ma nasadę od sercowatej do ściętej i spiczasty wierzchołek. Ogonek liściowy jest nagi i ma 20–50 mm długości.
KwiatyZebrane po 3–10 w wierzchotkach wyrastających z kątów lancetowatych podsadek o długości 4–6 cm. Mają 5 działki kielicha o lancetowatym kształcie i dorastające do 4–5 mm długości. Płatków jest 5, mają odwrotnie jajowaty kształt i osiągają do 4 mm długości. Pręcików jest około 25–35.
OwocOrzeszki mierzące 6–7 mm średnicy, o odwrotnie jajowatym kształcie.

## Biologia i ekologia
Rośnie w lasach. Występuje na wysokości od 1300 do 2100 m n.p.m.

## Zmienność
W obrębie tego gatunku oprócz podgatunku nominatywnego wyróżniono jeden podgatunek oraz jedną odmianę:
- T. paucicostata subsp. dictyoneura (V.Engl. ex C.K.Schneid.) Pigott
- T. paucicostata var. yunnanensis Diels